# Palacio, Mexiko
Palacio är en ort i Mexiko.   Den ligger i kommunen San Felipe och delstaten Guanajuato, i den centrala delen av landet, 300 km nordväst om huvudstaden Mexico City. Palacio ligger 2 126 meter över havet och antalet invånare är 139.
Terrängen runt Palacio är platt åt sydost, men åt nordväst är den kuperad. Terrängen runt Palacio sluttar österut. Runt Palacio är det ganska glesbefolkat, med 31 invånare per kvadratkilometer. Närmaste större samhälle är San Felipe, 5,5 km nordost om Palacio. Trakten runt Palacio består i huvudsak av gräsmarker.